# The Carbon Copy Silver Lining
The Carbon Copy Silver Lining è l'album di debutto del gruppo rock progressivo Fair to Midland. Fu registrato a gennaio del 2001, commercializzato però un anno dopo indipendentemente. L'album fu ripubblicato in un'edizione limitata, in omaggio con il preordine del primo DVD della band, Welcome to the Dirt.

## Tracce
1. Gaining One – 4:26
2. As I Was Travelling... – 4:48
3. Stiffback – 3:38
4. Informative Timeline – 5:01
5. An Occurance During the Restoration Process – 4:01
6. -the Beltway- – 3:14
7. My Mentor – 3:31
8. Stale Penny (Miracle Grow) – 3:34
9. Pen-_-. – 4:47
10. Beto II – 3:53
11. With This Easel – 4:33
12. See, Saw – 7:29
13. ..(i).. – 3:34

## Formazione
- Darroh Sudderth — voce
- Cliff Campbell — chitarra
- Nathin Seals — basso
- Jason Pintler — batteria
- Brett Stowers — percussioni
- Matt Langley — tastiera (in Informative Timeline e Pen-_-')
- Alex Johnson — cori (in Pen-_-')